# Gentiana lycopodioides
Gentiana lycopodioides là một loài thực vật có hoa trong họ Long đởm. Loài này được Stapf mô tả khoa học đầu tiên năm 1894.